# Agria cicadina
Agria cicadina är en tvåvingeart som först beskrevs av Kato 1943.  Agria cicadina ingår i släktet Agria och familjen köttflugor. Inga underarter finns listade i Catalogue of Life.